# 萬安灘
萬安灘（英語：Vanguard Bank；越南语：／）為南沙群島（也是整個南海諸島）最西側的陸地淺灘，位於東經109°36′～109°57′，北緯7°28′～7°33′，面积约10万平方公里，最淺水深為16.5米。中華民國、中華人民共和國及越南以「自然延伸原則」作為主張大陸礁層及佔領南海島礁的法理基礎，宣稱此爭議地為其固有領土。目前越南在此建有高腳屋，自2019年夏天中越南海對峙後，中國已開始對萬安灘進行常態化巡邏。

## 歷史
- 1935年中华民国水陆地图审查委员会公布的名称为「前卫滩」。[3][4]
- 1947年中华民国内政部方域司公布的名称为「万安滩」。[4]
- 1983年中华人民共和国中国地名委员会公布的标准名称为「万安滩」。[4]
- 1992年，中國海洋石油與美國克瑞史東能源公司（Crestone Energy Co.）簽約探勘南沙群島萬安灘附近水域之石油蘊藏（「萬安北—21」區塊）。[5]
- 1994年4月13日，中國海洋地球物理勘探船「實驗2號」遭到了越南5艘武裝船隻的圍攻。雙方對峙了3天3夜後，中方船隻於16日收到中央政府指示，停止了萬安灘的石油勘探作業並撤離。1992年中美雙方簽署的合同也因此中斷。越南方面聲稱中方入侵了其海域及大陸架，要求中方船隻立即撤離。[5]
- 2017年6月18日，原定在越南进行访问的中国军委副主席范长龙临时取消中越两军高层关于边界问题的磋商，缩短访问行程提前回国。外界推測原因乃會議期間，越方在万安滩附近，也就是越南划定的136-03区块（即中方的「萬安北—21」）强行进行油气开采前的勘探工作，激怒了中国军方。中國解放军在万安滩附近海域出动了40艘军舰、海警船和数架运-8军用运输机，提前阻止越南的钻探行动。越南媒體強調，万安滩距离越南本土约160多海里，属越南200海里专属经济区范围，並批评中方「干涉越南主权」。[6]
- 2017年7月24日，為避免與中國發生衝突，越共中央總書記阮富仲及國防部長吳春歷要求越南與西班牙能源公司雷普索爾（Repsol）（及其伙伴穆巴達拉石油公司（Mubadala Petroleum））停止在136/03區塊的鑽探活動。[7]

## 主權爭議

### 中華人民共和國
1992年中華人民共和國通過了領海及毗連區法，同年五月，中國國家海洋石油公司與美國克瑞史東能源公司（Crestone Enesgy Co.）簽約探勘南沙群島萬安灘附近水域之石油蘊藏，从此中国历史性的开始，开发南海石油资源的计划，但新时期计划是否搁置有待核实。
2019年夏天，中越兩國在南沙群島萬安灘附近發生衝突，隨後兩國展開激烈對峙。因中國派遣調查船和大批軍艦來此展開活動。自此以後，中國開始對萬安灘進行常態化巡邏。

### 中華民國
依據「中華民國領海及鄰接區法」第四條及第十四條規定辦理，中華民國行政院於1999年2月10日台八十八內字第06161號令公告「中華民國第一批領海基線、領海及鄰接區外界線」，範圍含臺灣本島及附屬島嶼、東沙群島、中沙群島及南沙群島等四區域，將萬安灘作為中華民國現行疆域的極西點。

### 越南
越南認定萬安灘及其以西的島礁均屬越南大陸礁層的一部分。因此一再抗議中國與美國克瑞史東能源公司（Crestone Energy Co.）簽約在當地合作探油。目前越南在此地建有高腳屋。